# جورج إف. ماكلين
جورج إف. ماكلين (بالإنجليزية: George F. McLean)‏ هو فيلسوف أمريكي، ولد في 29 يونيو 1929، وتوفي في 6 سبتمبر 2016.